# 仁和令子
仁和 令子（にわ れいこ、1958年1月17日 - 2018年7月5日）は、日本の女優。本名、佐藤 知佐子（旧姓名、小坂 知佐子）。
大阪府吹田市出身。西郷エンタープライズに所属していた。

## 人物
中学生時代は水泳の選手としても活躍。東京パンチョスのバンドマスター・チャーリー石黒によってスカウトされ上京。堀越高等学校に入学。
1974年、「小板 チサ子」の芸名で『仮面ライダーX』（毎日放送）でデビュー。本来は「小坂」であったがクレジットでは「小板」と表記されていた。
その後、「小坂 知子」に改名して活動の拠点を関西に移し、テレビドラマ『冬の陽』（読売テレビ）、『女の報酬』（毎日放送）などに出演。この間、梅花高等学校に転入。芸能界入りの条件として両親から「原則として自宅から仕事場に向かうこと」が提示されていたため、東京で収録されていた『冬の陽』出演当時は新幹線で通勤していた。
1978年、『銭形平次』（フジテレビ）では小料理屋の娘・お京役でレギュラー出演。主演の大川橋蔵が名付け親となり芸名を「久永 智子」とする。
梅花女子大学に進学し、在学中からラジオにDJとして出演するなど女優業と学業を両立させていたが、本格的に女優としてやっていこうと決めた1979年に大学を休学。西郷エンタープライズ移籍を期に、「仁和 令子」に改め、女優業に専念。1982年には『大岡越前 第6部』（TBS）にレギュラー出演。その他の出演作にも時代劇が多く、『大岡越前』出演当時のプロフィールでは「時代劇向きの顔立ちである」と紹介されている。
1984年には「TOKYOワルツ」で歌手としてもデビュー。後にシンガーソングライターの佐藤隆と結婚し、1986年に香港映画『皇家戦士』出演後に引退。1994年に花王ファミリースペシャル（フジテレビ）でオンエアされた「堀越学園同窓会」で久々にテレビに登場し、夫婦の仲むつまじい姿が紹介されていた。佐藤との間に一男あり。
2017年には、かわいのどかと介護ソングユニット「まねきねこ」を結成し芸能活動を再開するが、2018年5月14日に入院した際、ステージ4の末期がんであることが判明。夫の佐藤によればこの時点で体中にがんが転移し手の施しようのないという状態であったという。
同年7月5日1時53分、肝不全のため東京都渋谷区の病院で死去。60歳没。
特技は、水上スキー、作詞。趣味は、手芸。水泳が得意で、中学時代は大阪府大会に出場したこともある。高校時代はバドミントン部に所属していた。

## 出演

### テレビドラマ
- キカイダー01 第41話「天下無敵 空中戦艦爆破!!」（1974年、NET）
- 仮面ライダーX 第15話「ゴッド秘密基地! Xライダー潜入す!!」 - 第35話「さらばXライダー」（1974年、MBS） - チコ[注釈 1]
- 冬の陽（1975年、YTV）[注釈 2]
- 女の報酬（1976年、MBS） - 玲子[注釈 2]
- 少年探偵団 第24話「はばたく純金の小鳥」（1976年、NTV） - 朝倉みゆき[注釈 2][注釈 3]
- お耳役秘帳 第6話「おぶん破れ傘」（1976年、KTV） - たえ[注釈 2]
- 刑事くん 第4部 第23話「街角の少女」（1976年、TBS）[注釈 2]
- 必殺シリーズ（ABC）
  - 新・必殺仕置人（1977年）
    - 第12話「親切無用」 - おきみ [注釈 2]
    - 第32話「阿呆無用」 - おみつ [注釈 2]

  - 江戸プロフェッショナル・必殺商売人 第6話「手折られ花は怨み花」（1978年） - 半玉 静香[注釈 2]
  - 翔べ! 必殺うらごろし 第6話「男にかけた情念で少女は女郎に化身した」（1979年） - 毬
  - 必殺仕事人 第30話「酔技田楽突き」（1979年） - お清
  - 必殺仕舞人 第4話「江差追分母娘の別れ」（1981年） - おしん
  - 新・必殺仕事人 第21話「主水左遷を気にする」（1981年） - おこう
  - 新・必殺仕舞人 第11話「化け猫騒ぎはのんのこ節」（1982年） - お俊
  - 必殺仕事人III 第12話「つけ文をされたのは主水」（1982年） - お波
  - 必殺仕切人 第4話「もしも狼男が現れたら」（1984年） - 由亀
  - 必殺仕事人V 第21話「組紐屋の竜 右足を痛める」（1985年） - ちよ美
- 同心部屋御用帳 江戸の旋風（第３シリーズ） 第46話「死神小判」（1978年、CX）[注釈 2]
- 銭形平次（CX）
  - 第625話「わが子わが女房」 - 第665話「殉職 榊同心」（1978年 - 1979年） - お京[注釈 4]
  - 第828話「盗っ人の純情」（1982年）
- 江戸の渦潮 第8話「男涙の十手の誓い」（1978年、CX） - お菊[注釈 4]
- 新幹線公安官 第2シリーズ 第22話「華やかな斜面」（1978年、ANB） - 房子[注釈 4]
- 柳生一族の陰謀 第6話「根来忍者は死なず」（1978年、ANB） - 東福門院和子[注釈 4]
- スパイダーマン 第26話「絶対ピンチのにせものヒーロー」（1978年、12ch） - 洋子[注釈 4]
- 桃太郎侍 第115話「つっぱりすぎた欲の皮」（1978年、NTV） - おゆみ[注釈 4]
- 宇宙からのメッセージ 銀河大戦（1978年 - 1979年、ANB） - ヒミメ王女[注釈 4]
- 大江戸捜査網（東京12チャンネル→テレビ東京）
  - 第366話「十手は囮の免許状」（1978年） [注釈 4]
  - 第385話「純愛に賭けた色事師」（1979年）
  - 第533話「娘十手もち爆破魔を追う」（1982年） - おみよ
  - 第560話「暴れ大奥・いけにえの姫君」（1982年） - 六条和子
- 疾風同心 第21話「人質救出の罠」（1979年、東京12チャンネル）[注釈 4]
- 風鈴捕物帳 最終話「雨中に消えた直訴状」（1979年、ANB）[注釈 4]
- 暴れん坊将軍（ANB）
  - 吉宗評判記 暴れん坊将軍
    - 第51話「魚河岸の花嫁」（1979年） - お梅[注釈 4]
    - 第126話「狼の里に罠を張れ!」（1980年） - おせき

  - 暴れん坊将軍II
    - 第20話「花札地獄の甘い罠」（1983年） - 鈴乃
    - 第77話「こんな悪事が俺にも出来た!?」（1984年） - お秋
- 遙かな坂（1979年、ANB）
- 江戸の激斗 第6話「泣くな! 新八郎友を斬れ」（1979年、CX） - おみつ
- 水戸黄門（TBS）
  - 第10部 第22話「赤い財布の恩返し・馬籠」 （1980年） - お君
  - 第13部 第5話「ドジな息子の泥棒修業 -清水-」（1982年） - お千代
  - 第14部 第23話「決意を秘めた孤独の剣 -高田-」（1984年） - ちぐさ
- 江戸の牙 第19話「恐怖の人間狩り」（1980年、ANB）- おみよ
- 噂の刑事トミーとマツ（TBS）
  - 第1シリーズ（1980年）
    - 第16話「マツがクビ、トミコ頼むぞ」 - 中島早苗
    - 第41話「俺はハードボイルドだど!」 - 美代子

  - 第2シリーズ 第20話「絶望! 火葬場行き 死の特急便」（1982年）
- 江戸を斬るV（1980年、TBS） - お志乃
- 池中玄太80キロ 第3話「やったぜ! 特ダネ」（1980年、NTV）
- 影の軍団シリーズ（KTV）
  - 服部半蔵 影の軍団 第4話「京の春・お歯黒の罠」（1980年） - お里
  - 影の軍団 幕末編 第32話「江戸城を爆破せよ」（1985年） - おみつ
- 長七郎天下ご免! 第31話「黄金の肌のたまご焼」（1980年、ANB） - おけい
- 徳川の女たち 第三部 哀惜・母ひとり（1980年、CX） - 茂子
- 大捜査線 第24話「青春の光と影」（1980年、CX）
- 旅がらす事件帖（1980年 - 1981年、KTV） - 小舟
- 新五捕物帳（NTV）
  - 第123話「愛の如来さま」（1980年） - お千代
  - 第187話「あばかれた真実」（1982年）
- 西部警察 第58話「狙われる」（1980年、ANB） - 山下典子
- 柳生あばれ旅（ANB）
  - 第8話「ふたり十兵衛恋娘－岡部－」（1980年） - お光
  - 第26話「将軍寝所に忍ぶ影-京-」（1981年） - 和子
- 銀河テレビ小説 / 女の日時計（1981年、NHK）
- 警視庁殺人課 第10話「泥沼に咲くバレリーナ」（1981年、ANB）
- 松平右近事件帳 第37話「裏切られた友情」（1982年、NTV / ユニオン映画） - おゆう
- 鞍馬天狗 第8話「雪の雲母坂」（1982年、TBS）
- 大岡越前 第6部（1982年、TBS） - いね
- 同心暁蘭之介 第40話「火祭り変化」（1982年、CX） - おあき
- 源九郎旅日記 葵の暴れん坊 第24話「地獄砦の用心棒」（1982年、ANB） - お光
- 大戦隊ゴーグルファイブ 第42話「暗殺! サソリの罠」（1982年、ANB） - さやか
- 出逢い・めぐり逢い 第22話「結婚式」（1983年、TBS）
- 暁に斬る! 第19話「（秘）尼寺の闇をあばけ」（1983年、KTV）
- 大奥 第12話「見ざる言わざる聞かざる」（1983年、CX） - おなか
- ザ・サスペンス / 妖精が悪魔のように忍びよる（1983年、TBS）
- 長七郎江戸日記 第8話「風流五三の桐変化」（1983年、NTV） - 依姫
- 若き血に燃ゆる〜福沢諭吉と明治の群像（1984年、TX）
- 金曜ファミリーワイド / 松本清張の地の骨（1984年、CX）
- 土曜ワイド劇場（ANB）
  - 京都鳥獣の寺連続殺人（1984年）
  - 裏窓の花嫁（1986年）
- 部長刑事 第1334話「条さんと花嫁の父」（1984年、ABC）
- 赤川次郎ののぶ子マイウェイ（1985年、CX）
- 刑事物語'85 第20話「本城刑事の恋人が人質!」（1985年、NTV）
- 月曜ドラマランド（CX）
  - 赤川次郎の吸血鬼はお年ごろ（1985年）
  - 結婚ゲーム2 A夫婦フォーカスどきどき親衛隊（1986年）

### 映画
- 五人ライダー対キングダーク（1974年、東映） - チコ
- トラック野郎・御意見無用（1975年、東映） - 高木トモ子
- 影の軍団 服部半蔵（1980年、東映） - 綾乃
- 五郎の証（1984年、大阪府教育委員会） ※人権啓発映画
- 皇家戦士（1986年、東映） - 山本ユキ子 ※香港映画

### その他のテレビ番組
- ハロー・ヤング（ABC） - アシスタント[6]
- ワイドサタデー（ABC） - アシスタント[6]

## 音楽
シングル
- TOKYOワルツ（1984年、東芝）

作詞：なかにし礼　作曲：宇崎竜童　編曲：萩田光雄